# Mariaberget
| Parti av Mariaberget, kritteckning av Gustaf Isander 1912 och samma parti år 2012. Det ljusputsade huset till vänster är Blecktornsgränd 1 och byggnaderna till höger därom hör till kvarteret Kattörat. |  | Parti av Mariaberget, kritteckning av Gustaf Isander 1912 och samma parti år 2012. Det ljusputsade huset till vänster är Blecktornsgränd 1 och byggnaderna till höger därom hör till kvarteret Kattörat. |
| Parti av Mariaberget, kritteckning av Gustaf Isander 1912 och samma parti år 2012. Det ljusputsade huset till vänster är Blecktornsgränd 1 och byggnaderna till höger därom hör till kvarteret Kattörat. |  | |

Mariaberget är ett informellt område som ligger på nordvästra Södermalm i Stockholm. Idag betecknas hela området norr om Hornsgatan mellan Torkel Knutssonsgatan och Pustegränd som Mariaberget.

## Namnet
Namnet kommer från Maria Magdalena församling. Höjden på norra delen av Södermalm har varit bebodd sedan 1300-talet, kanske redan när Stockholm grundlades på 1200-talet. Ursprungligen omfattade församlingen hela Södermalm. Katarina församling tillkom på 1600-talet, Sofia församling i början av 1900-talet och Högalids församling i mitten av 1920-talet.
I stadsplaner från 1880-talet reserverade man flera svårtillgängliga och obebyggda berg som parker och vid namnrevisionen 1885 fick kvarteren Kattfoten och Bössan namnet Mariaberget. Delen mellan Pustegränd i öster och Blecktornsgränd väster kallas Mariaberget östra och är ett kulturreservat med ett stort antal byggnader vilka enligt Stadsmuseet i Stockholm har "synnerligen höga kulturhistoriska värden".

## Mariabergets gator
Huvudgatorna i ost-västriktning är Bastugatan, Tavastgatan, Pryssgränd och Brännkyrkagatan, i nord-sydriktning är det Bellmansgatan, Blecktornsgränd, Timmermansgatan. Bland mindre gator märks Ugglegränd, Lilla Skinnarviksgränd och Kattgränd. Väst om Mariaberget ansluter Skinnarviksberget och Skinnarviksparken och längst ut på bergskanten mot norr klänger promenadstråket Monteliusvägen.

## Människor och verksamheter

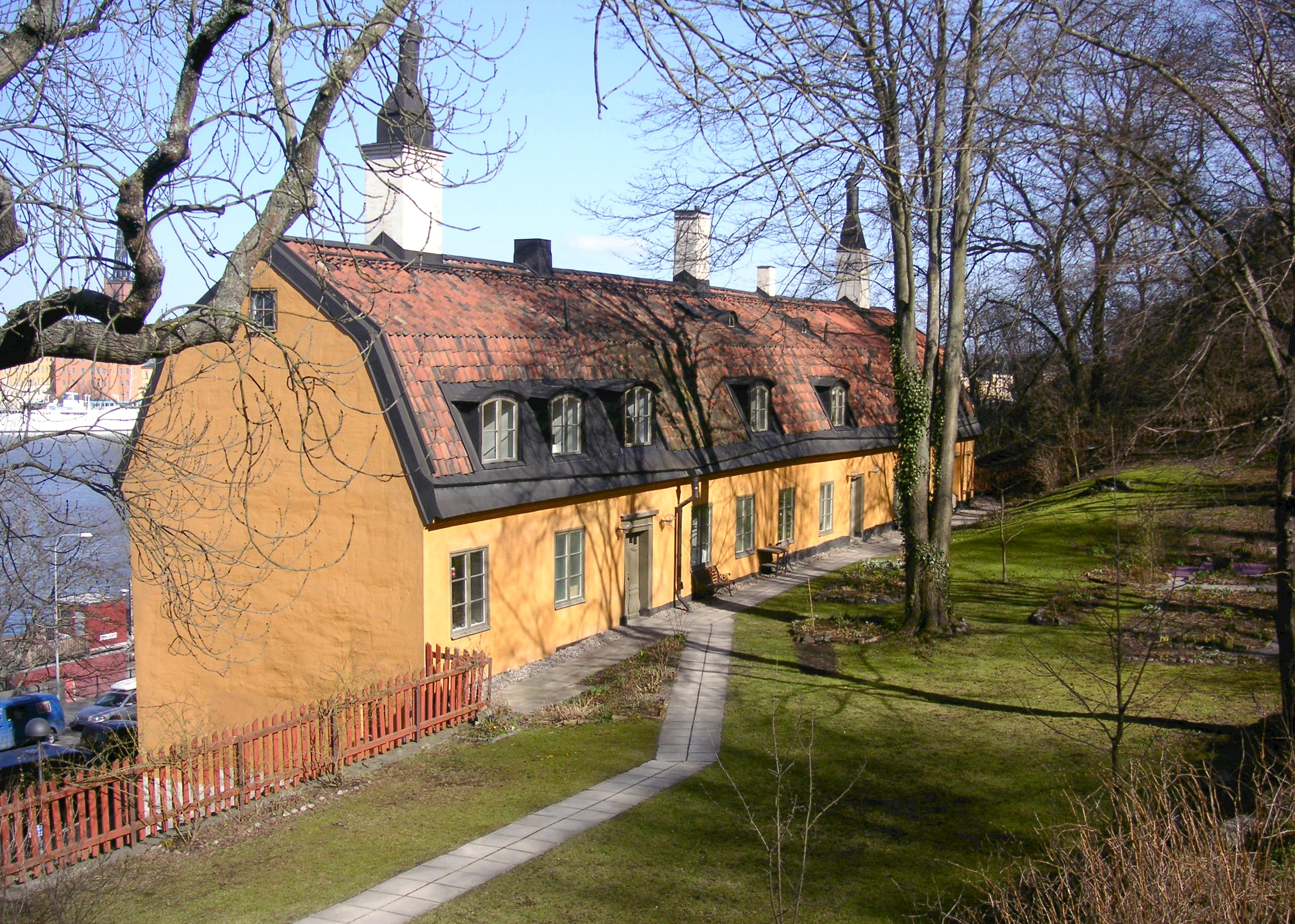
Öbergska gården (f.d. Öbergska klädesfabriken), Torkel Knutssonsgatan.

I området har det levt och verkat många kända svenska konstnärer och författare. Här kan nämnas skalden Carl Mikael Bellman som föddes på Bellmansgatan i huset nr. 24 på dåvarande Björngårdsbrunnsgatan. I Mälarborgen samt på Bastugatan nr 40 bodde från 1892 till sin död 1915 konstnären Eugène Jansson, vars måleri under denna tid var en hyllning till Mariaberget och staden på andra sidan Riddarfjärden. I hörnet Bastugatan / Bellmansgatan ligger det röda Laurinska huset med ett runt hörntorn. Huset byggdes 1891-1892 efter arkitekt Valfrid Karlsons ritningar och fick sitt namn efter konsthistorikern Carl Gustaf Laurin. Tornrummet i Bellmansgatan 8 byggdes som ateljé åt målaren Märtha Tynell och längre ner på samma gata bodde målaren Nils Kreuger. Tonsättaren Ture Rangström bodde och verkade i den efter honom uppkallade Rangströmska gården, Bastugatan 30B. Ivar Lo-Johansson bodde på Bastugatan 21 och mittemot hade trubaduren Olle Adolphson sin bostad. Cederborgska villan på nummer 20 har fått sitt namn efter politikern Allan Cederborg.
I Mariabergets kvarter etablerade sig tidigt olika industriella verksamheter, bland annat flera färgerier, några sockerbruk, tobaksfabriker och en stearinljusfabrik. Den senare grundades 1852 av  grosshandlaren Lars Montén och var föregångaren till Barnängens Tekniska Fabrik. I kvarteret Stenbocken hade mellan åren 1810 och 1900 Thomas Andreas Aspelin och efter honom Brinck, Hafström & Co sina tobaksfabriker. Vid Torkel Knutssonsgatan 9–11 (i kvarteret Spännramen) märks den Öbergska gården som tillhörde den Öbergska klädesfabriken och representerar idag en av de större bevarade industribyggnaderna från 1700-talet på Södermalm. I kvarteret Svalgången intill Hornsgatspuckeln finns sedan början av 1970-talet Stiftelsen Konstnärshem som upplåter kvarterets 55 lägenheter till behövande, äldre konstnärer.

## Upprustningen på 1970-talet
Fram till 1960-talet förföll området kraftigt och det fanns planer att riva stora delar av Mariabergets bebyggelse, allmänheten ville dock annorlunda och så utförde Stadsbyggnadskontoret och Stockholms stadsmuseum 1965 en inventering av området. Där ”… framträdde inom östra delen av Mariaberget bilden av en på malmarna unik stenhusbebyggelse från 1700-talet av synnerligen stort kulturhistoriskt och arkitektoniskt intresse…”. Detta ledde 1969 till en ”Programutredning och restaureringsförslag” av Mariaberget östra. De nedgångna husen sanerades varsamt på 1970-talet och blev snabbt ett mycket omtyckt bostadsområde.

## Bilder
Östra Mariabergets miljö då och nu. Då fallfärdiga hus, idag eftersökt bostadsområde med "synnerligen höga kulturhistoriska värden".

Före saneringen
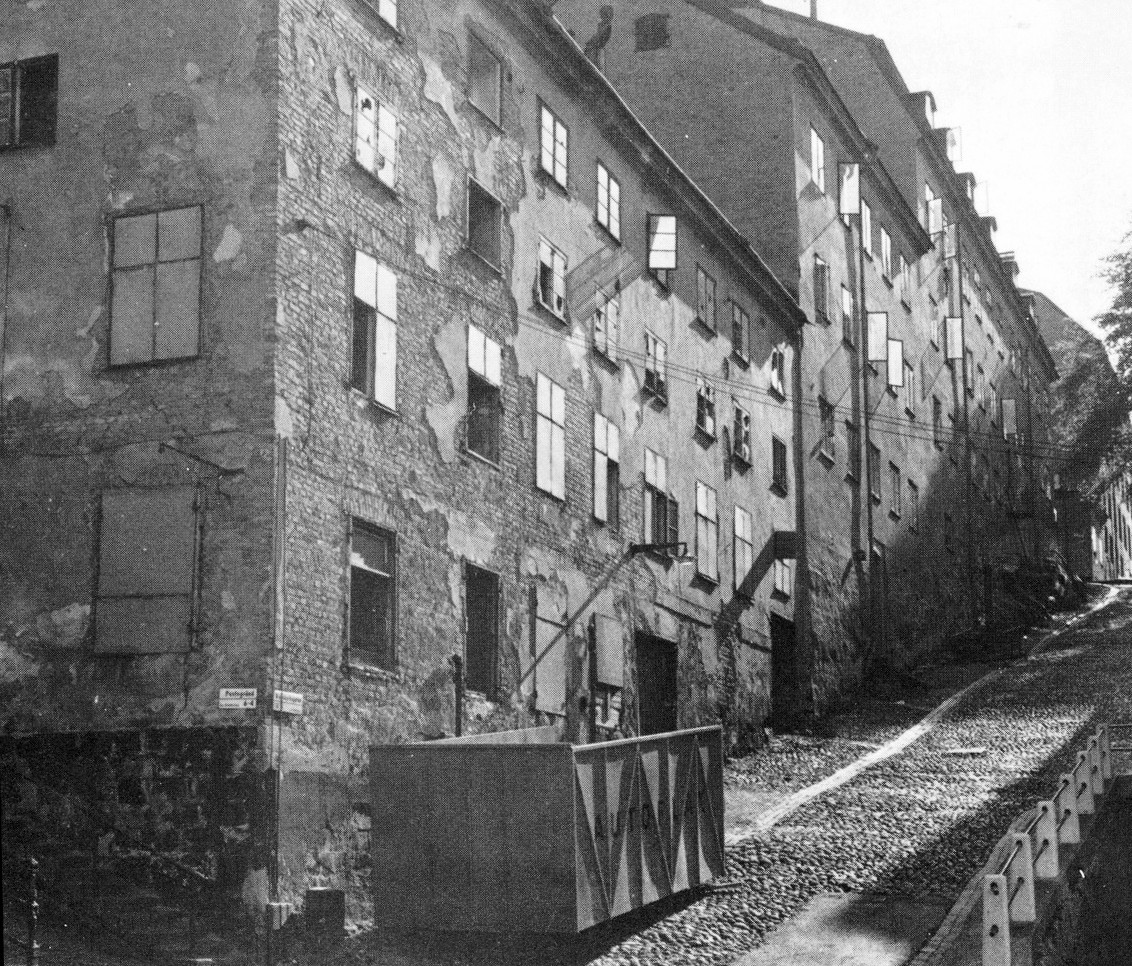
Kvarteret Stenbocken, 1967.
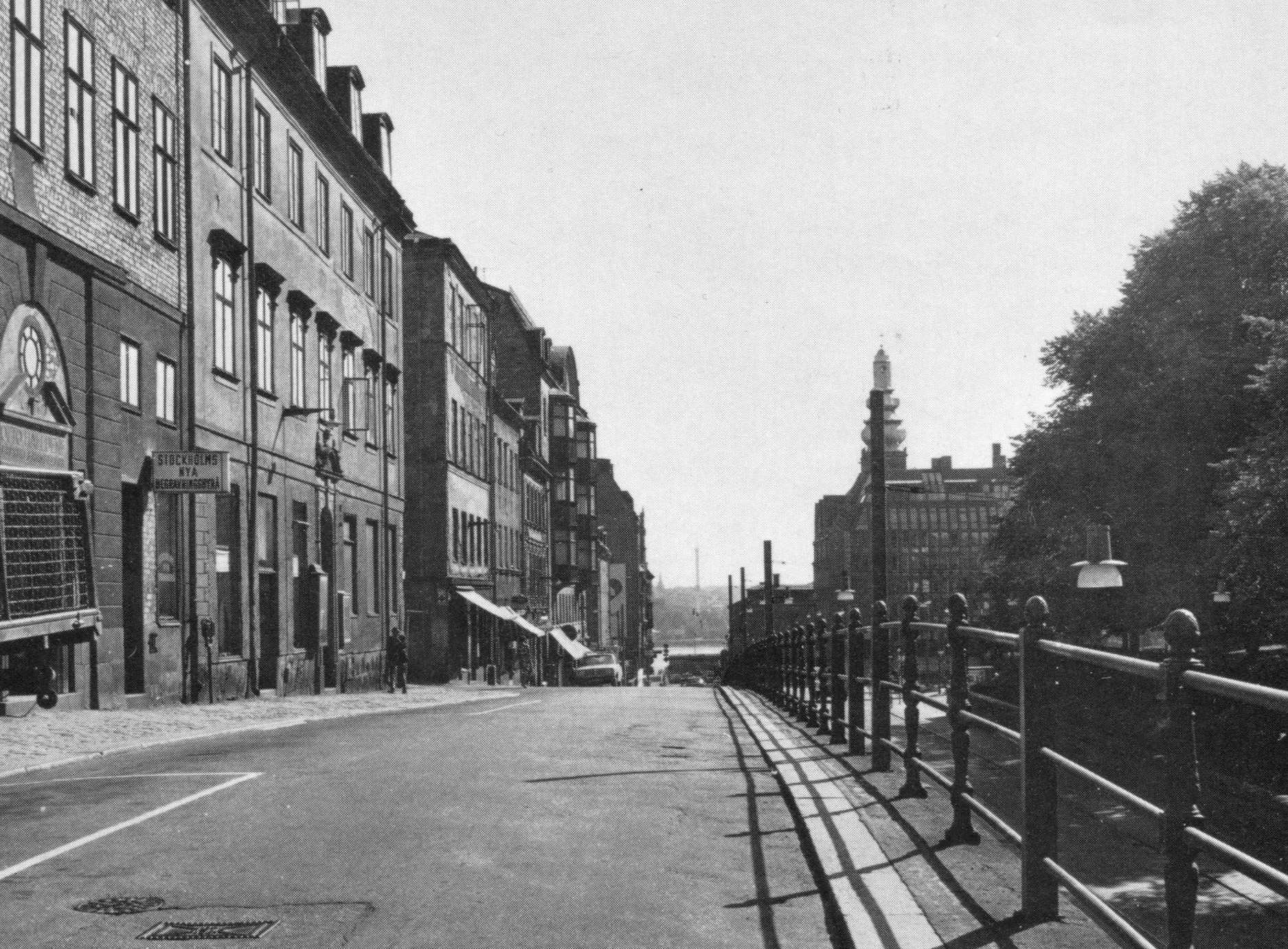
Hornsgatspuckeln, 1967.
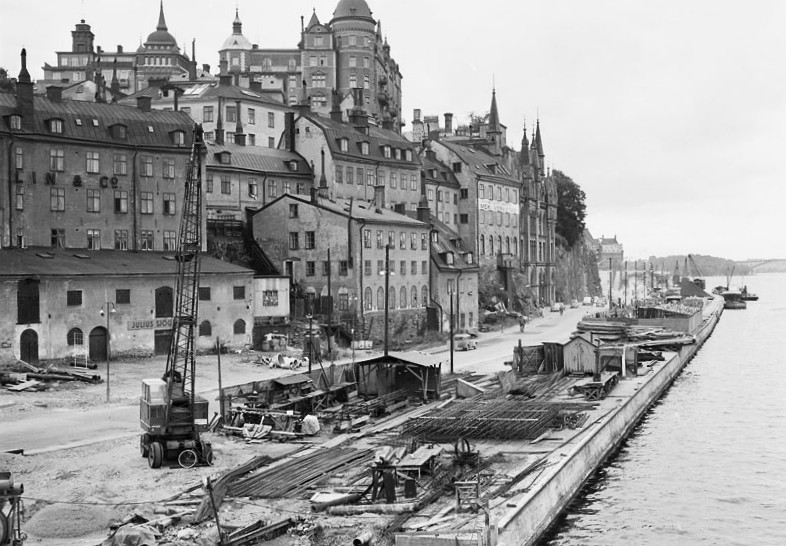
Mariaberget, sett från nordost, 1955.
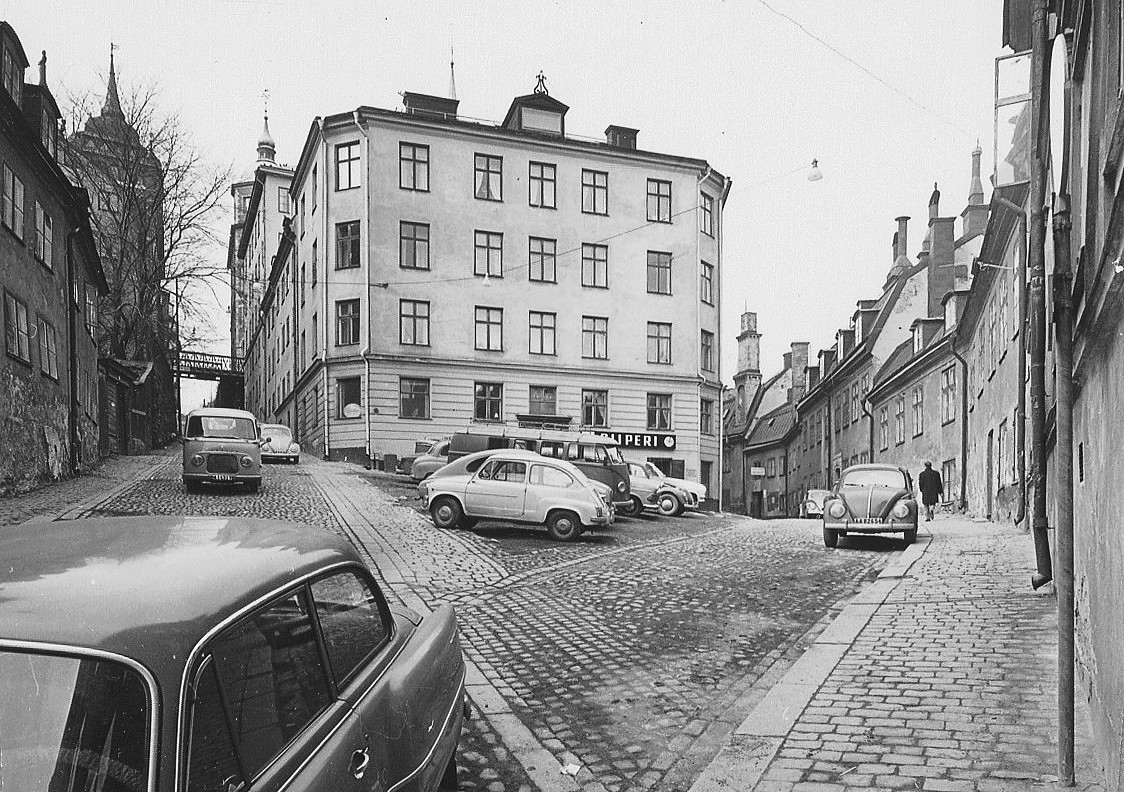
Kvarteret Tofflan, 1965.
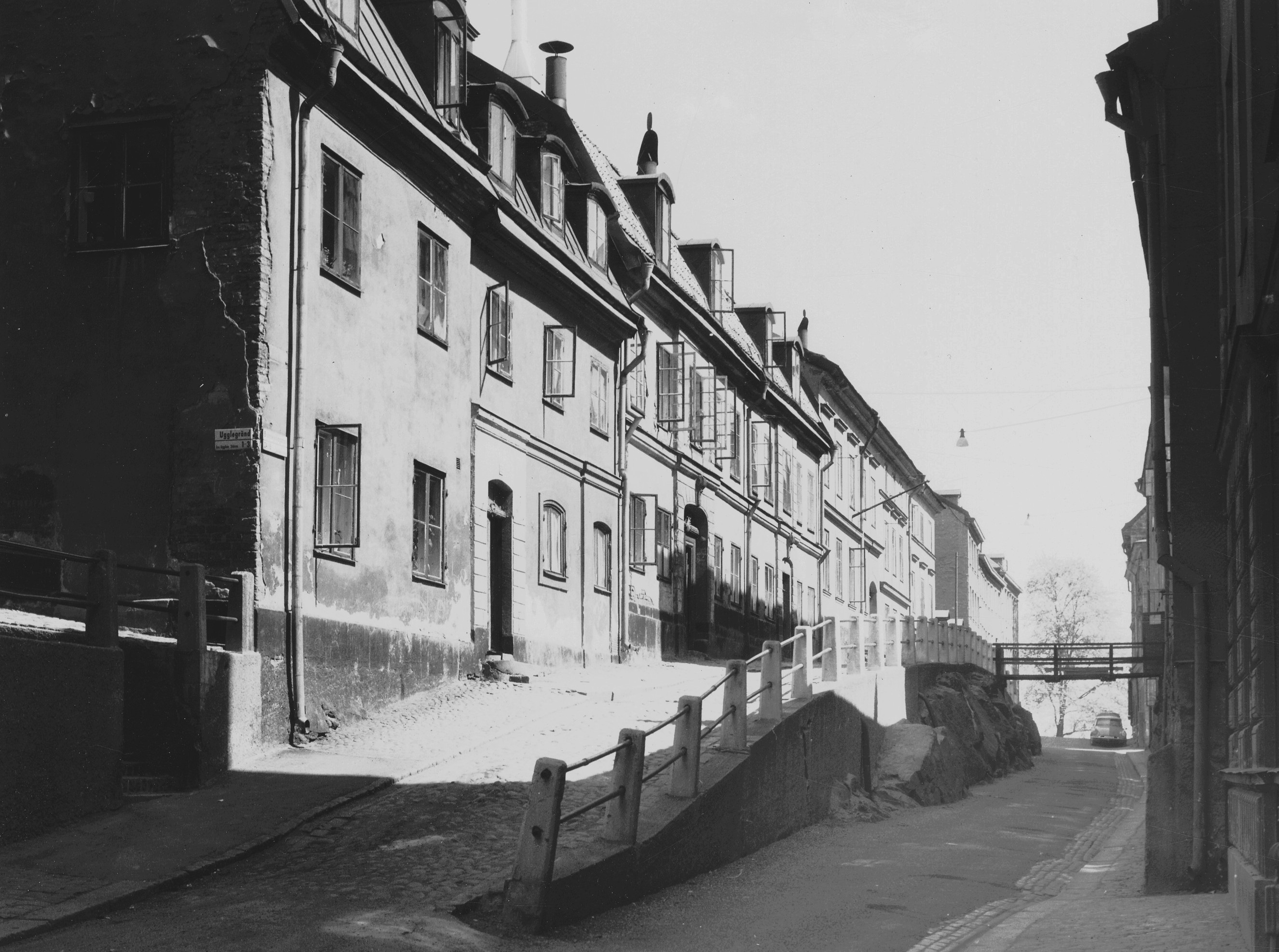
Kvarteret Ugglan 1967.

Efter saneringen
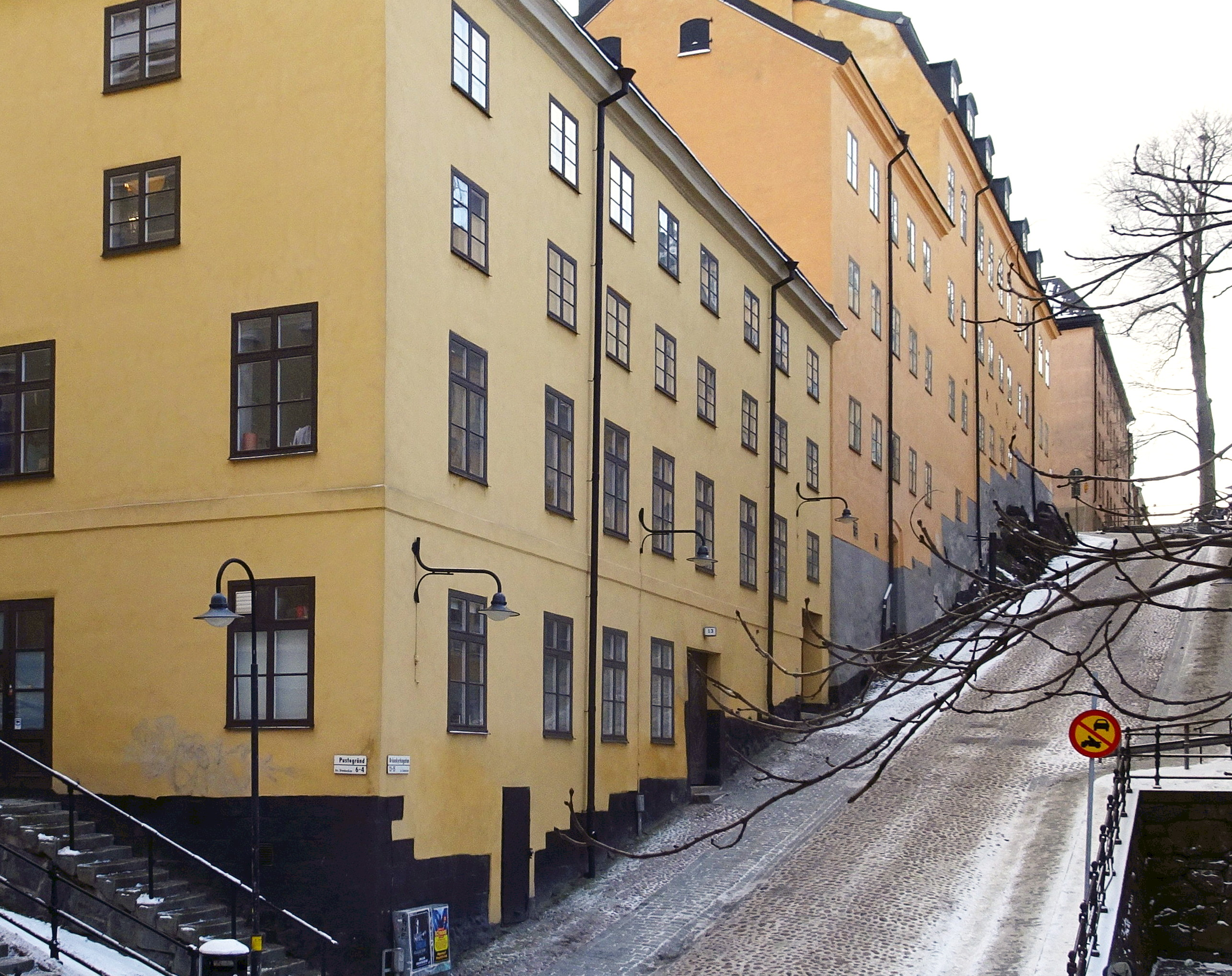
Kvarteret Stenbocken, 2018.
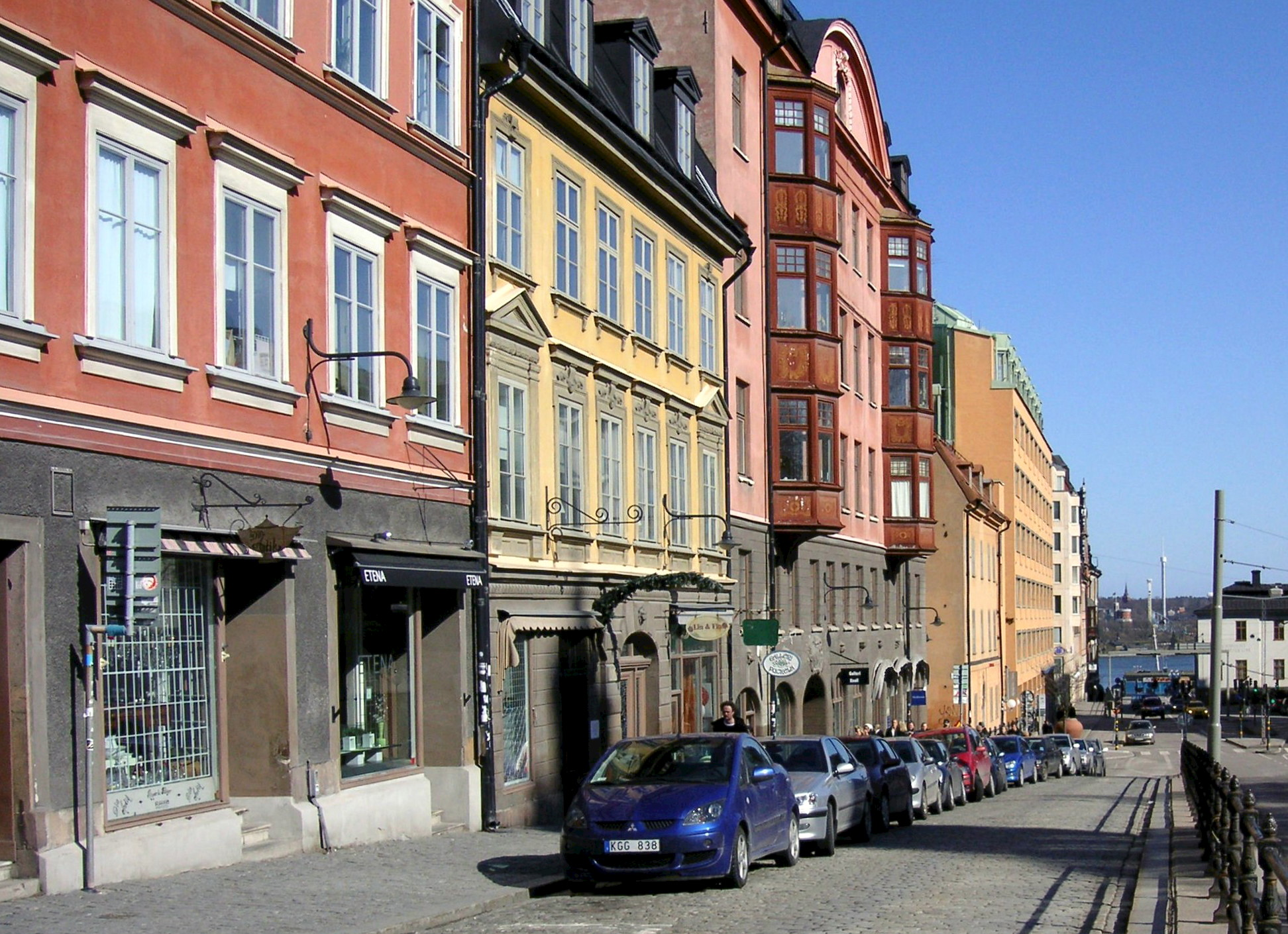
Hornsgatspuckeln, 2008.
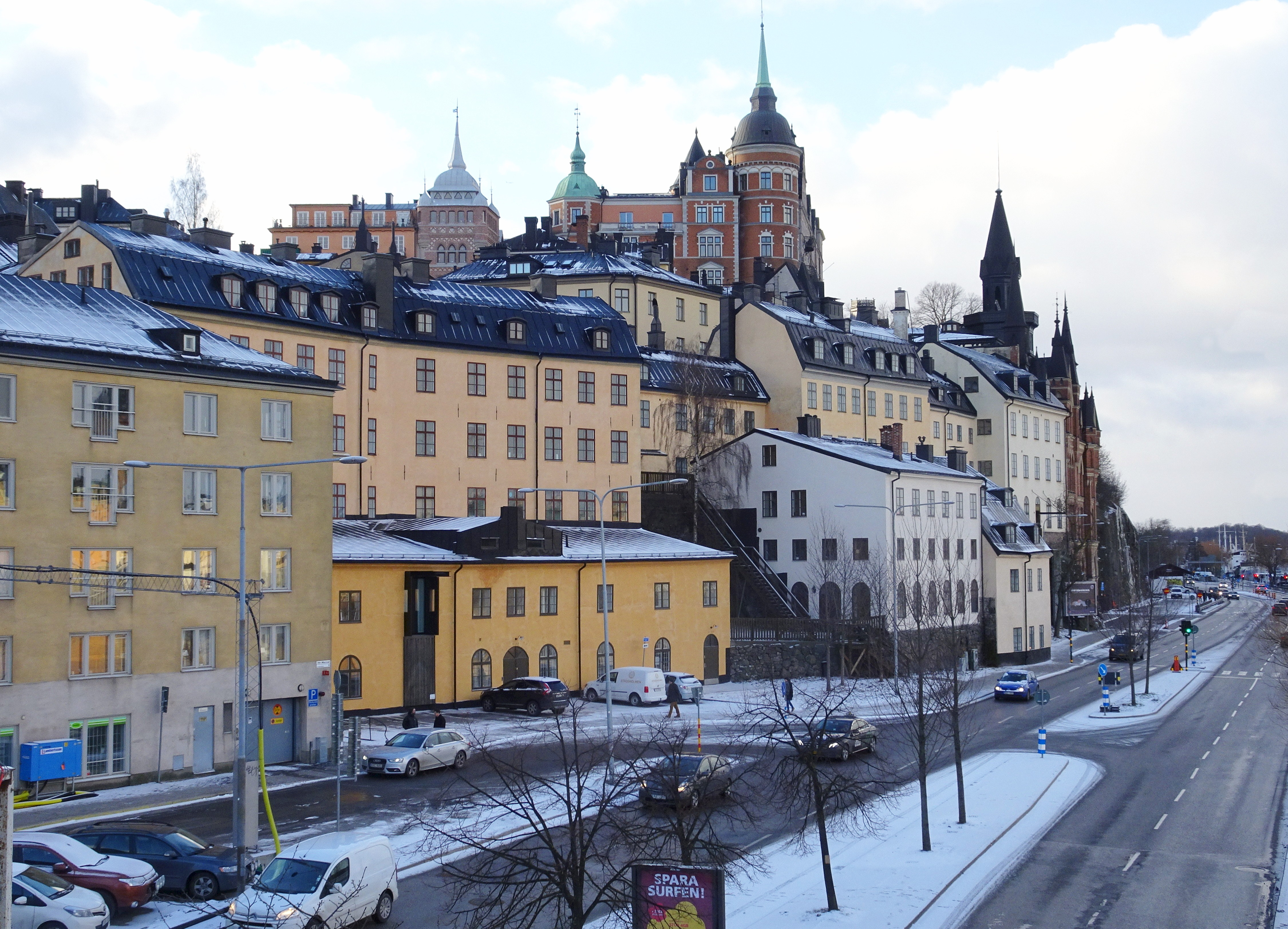
Mariaberget, sett från nordost, 2018.
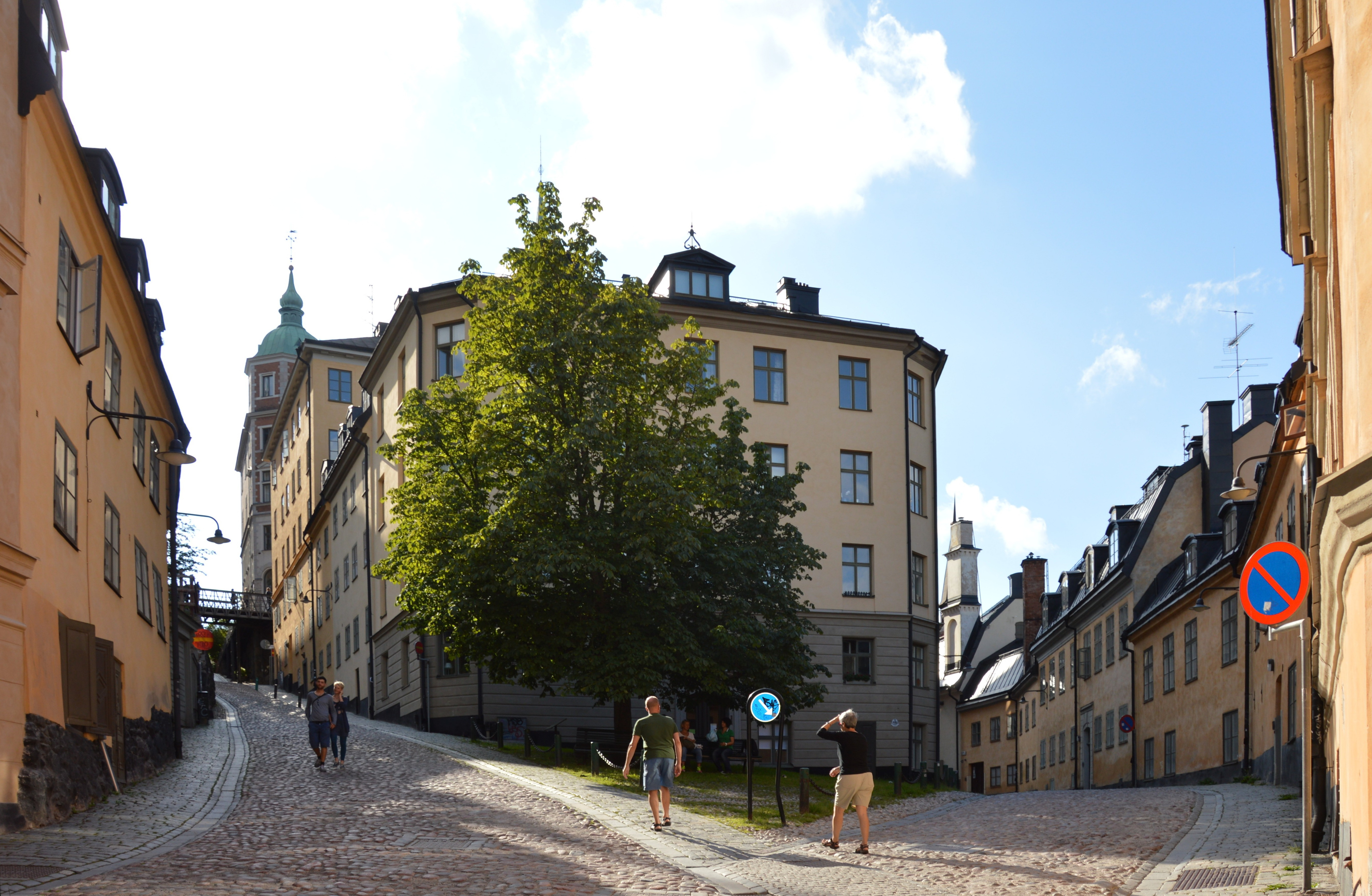
Kvarteret Tofflan, 2015.
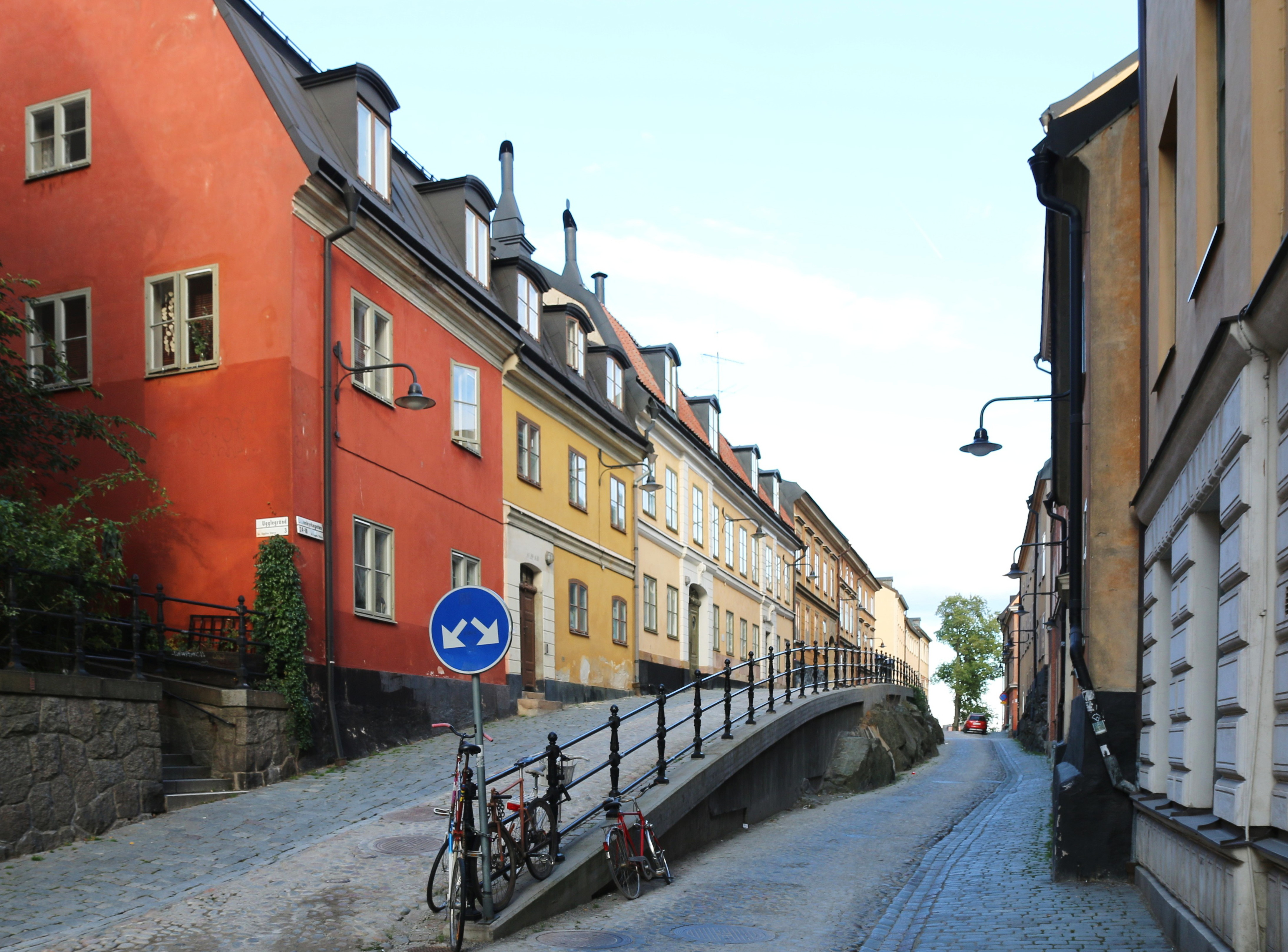
Kvarteret Ugglan, 2015.

## Intressanta kvarter på Mariaberget

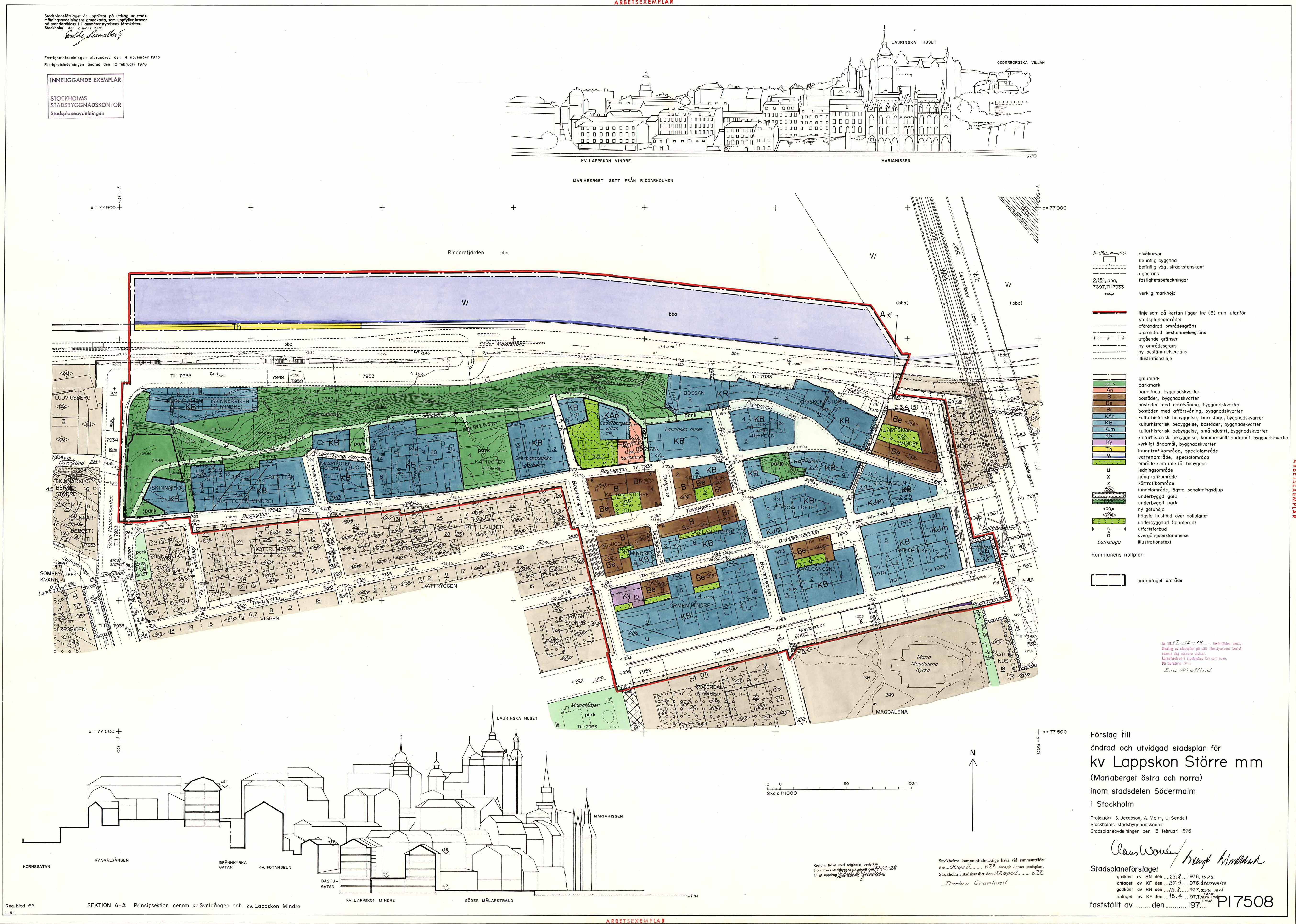
Gällande stadsplan för Mariaberget.

I alfabetisk ordning.
- Kvarteret Fotangeln
- Kvarteret Kattfoten större
- Kvarteret Kattörat
- Kvarteret Lappskon större
- Kvarteret Ormen mindre
- Kvarteret Spännramen
- Kvarteret Stenbocken
- Kvarteret Svalgången
- Kvarteret Tofflan
- Kvarteret Trappan
- Kvarteret Ugglan
- Kvarteret Överkikaren